# Episodi di 8 semplici regole (terza stagione)
La terza stagione della serie televisiva 8 semplici regole è stata trasmessa negli Stati Uniti dal 24 settembre 2004 al 15 aprile 2005 sul network ABC.
| nº | Titolo originale        | Titolo italiano             | Prima TV USA      | Prima TV Italia |
| -- | ----------------------- | --------------------------- | ----------------- | --------------- |
| 1  | First Day of School     | Primo giorno di scuola      | 24 settembre 2004 | 5 novembre 2005 |
| 2  | Changes                 | Cambiamenti                 | 1º ottobre 2004   | 6 novembre 2005 |
| 3  | School Nurse            | Il segreto di Kerry         | 8 ottobre 2004    |                 |
| 4  | Out of the Box          | La donna oggetto            | 15 ottobre 2004   |                 |
| 5  | Car Trouble             | Donne e motori              | 22 ottobre 2004   |                 |
| 6  | Halloween               | Halloween                   | 29 ottobre 2004   |                 |
| 7  | Coach                   | L'istruttore di tennis      | 5 novembre 2004   |                 |
| 8  | Secrets                 | Segreti                     | 12 novembre 2004  |                 |
| 9  | Thanksgiving Guest      | Un Ringraziamento esplosivo | 26 novembre 2004  |                 |
| 10 | Vanity Unfair           | Modelle si nasce            | 3 dicembre 2004   |                 |
| 11 | Princetown Girl         | Princetown Girl             | 10 dicembre 2004  |                 |
| 12 | A Very C.J. Christmas   | Un Natale come nella foto   | 17 dicembre 2004  |                 |
| 13 | The Sub                 | Il supplente                | 7 gennaio 2005    |                 |
| 14 | C.J.'s Temptation       | La tentazione di C.J.       | 7 gennaio 2005    |                 |
| 15 | Old Flame               | La vecchia fiamma           | 14 gennaio 2005   |                 |
| 16 | Closure                 | Fidarsi è bene              | 21 gennaio 2005   |                 |
| 17 | Volleybrawl             | Rissa a volo                | 28 gennaio 2005   |                 |
| 18 | Freaky Friday           | Quel pazzo venerdì          | 4 febbraio 2005   |                 |
| 19 | Torn Between Two Lovers | Cuore tra due fuochi        | 11 febbraio 2005  |                 |
| 20 | C.J.'s Real Dad         | Un padre all'altezza        | 18 febbraio 2005  |                 |
| 21 | The After Party         | Il dopofesta                | 4 marzo 2005      |                 |
| 22 | The Teachers Lounge     | La sala dei professori      | 1º aprile 2005    |                 |
| 23 | The Sleepover           | Una serata innocente        | 8 aprile 2005     |                 |
| 24 | Ditch Day               | Giornata di libertà         | 15 aprile 2005    |                 |